# Daler Kusjajev
Daler Adjamovitj Kusjajev (russisk: Далер Адьямович Кузяев, tr. Daler Adjamovitj Kusjajev; født 15. januar 1993 i Naberesjnyje Tjelny, Rusland), er en russisk fodboldspiller (midtbane). Han spiller for den russiske ligaklub FC Zenit, som han har været tilknyttet siden 2017.

## Landshold
Kusjajev står (pr. juni 2018) noteret for seks kampe for det russiske landshold. Han debuterede for holdet 10. oktober 2017 i en venskabskamp mod Sydkorea. Han var en del af det russiske hold til VM 2018 på hjemmebane.